# Efraim Castillo
Efraim Castillo nació en Santo Domingo el 30 de octubre de 1940. Es narrador, dramaturgo, publicista, crítico de cine y literatura. Ha ejercido exitosa y simultáneamente las carreras de publicitario y escritor.
Se desarrolló en un ambiente marcado por la literatura y el pensamiento crítico. Su abuelo materno, Alberto Arredondo Miura, quien fue diputado, escritor y juez de la Suprema Corte de Justicia, llegó a recibir en su hogar a figuras como Juan Bosch y Joaquín Balaguer, cuyas conversaciones escuchaba con suma atención. Su hogar estaba rodeado de libros, y desde niño desarrolló una avidez lectora que lo llevó a devorar un libro diario.

## Trayectoria
Su presencia en las letras nacionales se inició en la década crucial de los sesenta, cuando numerosos jóvenes universitarios que andando el tiempo se convertirían en artistas y escritores representativos de su generación, se enfrentaron a las viejas estructuras de pensamiento con nuevas propuestas estéticas y literarias. Su obra, siempre provocativa e innovadora, es un intento de interpretación de la vida urbana contemporánea; una auscultación inmisericorde de la idiosincrasia nacional desde la ominosa etapa de la dictadura trujillista hasta nuestros días. En sus novelas y cuentos encontramos una penetrante mirada con la que intenta conjurar nuestras miserias.
Muchos de sus cuentos figuran en las principales antologías dominicanas de dicho género. Tiene publicados 21 libros. Junto a su obra narrativa y teatral, ha realizado una decisiva contribución en la publicidad, disciplina en la que es toda una autoridad, no sólo porque tiene un profundo conocimiento de las nuevas teorías y modelos de análisis, que sabe incorporar en sus explicaciones, sino por la veteranía ganada a través de años de experiencia.  

## Obras

### Novela
- Currículum (el síndrome de la visa), Editora Taller — Premio Nacional de Novela 1982.
- Inti Huamán o Eva, Again, Editora Taller, 1983.
- El personero, Editora Taller — Premio Nacional de Novela 1999.
- Guerrilla nuestra de cada día, Editora Cole, 2002.
- Testosterona split, Isla Negra Editores. Puerto Rico. 2023.
- Testosterona split, Colección La Cuna de América, Estados Unidos, 2025

### Cuentos
- Rito de paso y otros cuentos, Editora Taller, 1985.
- Los ecos tardíos y otros cuentos — Premio Nacional de Cuento 2002.
- La manía de narrar (cuentos reunidos), Editora Nacional, 2014.

### Teatro
- Viaje de regreso, Impresora La Isabela, 1968.
- La cosecha, Editora Taller, 1983.
- Los lectores del ático, Editora Taller, 1993.
- Los inventores del monstruo, Premio Nacional de Teatro 2004.
- Los coberos del reino, Premio Nacional de Teatro 2016.
- A espaldas de Jacob, Isla Negra Editores. Puerto Rico, 2023.
- Cuatro dramas breves, Editora CEDIBIL. 2024.

### Poesía
- Confín del polvo, Editora Taller, 1994.
- Canto a Hiroshima y otros poemas, Editora Isla Negra. Puerto Rico, 2023.

### Ensayo
- Pulso publicitario (Sobre publicidad dominicana), Editora Taller, 1979.
- La especificidad publicitaria y su adaptación al entorno social, Editora Taller, 1983.
- Publicidad imperfecta, Editora Taller, 1985.
- Oviedo: Trascendencia visual de una historia, Editora amigo del Hogar, 1988.
- El discurso simbiótico de la publicidad dominicana, Editora Taller, 1993.
- Los años de la arcilla, entrevista a Efraim Castillo, por Pedro Mena. 2005.
- Oviedo: El esplendor del mural. Editorial Corripio, 2014.
- Breve historia de la publicidad dominicana, Editorial Santuario, 2017.
- Mosaico de colores, Editora BAS, 2020.
- Conversación con Efraim (junto al Dr. Eugenio García Cuevas). Isla Negra Editores. 2024.

## Reconocimientos
Fue galardonado en los concursos que organizaba el grupo La Máscara en los años 60, primero con el cuento Consígueme La náusea, Matilde (1967) y luego con Inti Huamán o Eva again (1968). En las décadas de los 70, 80 y 90 fue galardonado repetidas veces en los premios de Casa de Teatro y otras agrupaciones culturales. Ha obtenido el Premio Nacional de Novela en dos ocasiones, en 1982 con Currículum (El síndrome de la visa), y en el 1999 con El personero. También obtuvo el Premio Nacional de Cuento en el 2001 con Los ecos tardíos y el Premio Nacional de Teatro en el 2003 con Los inventores del monstruo y en 2016 con Los coberos del reino. Ganó el Premio Nacional de Novela 2024, con Testosterona split.  En 2025 recibió el Premio Nacional de Literatura, el mayor galardón de las letras dominicanas.